# La mujer de los dos (película)
La mujer de los dos es una película mexicana de drama, musical publicada el 11 de octubre de 1996 dirigida por Adolfo Martínez Solares y Gilberto Martínez Solares. Es la segunda película del grupo musical mexicano Los Temerarios.

## Trama
La trayectoria de una de las leyendas de la música grupera: "Los Temerarios", su fama, giras internacionales, premios y por supuesto mujeres. Es el caso de Adolfo, un hombre que ha tenido la mala suerte de enamorarse de una mujer casada a quien su marido trata como un objeto y que además de estar enamorado, Adolfo siente pena por la mujer, puesto que su marido la trata muy mal. De esta forma, Adolfo lucha por ella con todas sus fuerzas, ya que no cree que lo que hace esté mal, puesto que la mujer lleva una vida que no merece junto a un marido irresponsable y maltratador. Por su parte, Gustavo le cede, y entrega su corazón a una mesera del Freedom Cecilia adicta a polvo blanco e intenta sacarla del mundo de las drogas que termina internada por una sobredosis. Mientras el resto del grupo (Carlos Ábrego, Fernando Ángel y Mario Alberto Ortiz) disfruta de romances con reporteras, deportes extremos y espectaculares carreras de coches. Al mismo tiempo, un antiguo miembro de la banda con gesto permanente de maníaco Ricardo trata de cobrarse una vieja afrenta en un atentado al grupo al iniciar un concierto y termina asesinado por la policía.

## Reparto
- Adolfo Ángel Alba como Adolfo.
- Gustavo Ángel Alba como Gustavo.
- Fernando Ángel González como Fernando.
- Carlos Abrego como Charly.
- Mario Alberto Ortiz como Mario.
- Hugo Stiglitz como Francisco.
- Roberto Palazuelos como Ricardo.
- Wolf Ruvinskis como Enrique.
- Elizabeth Katz como Ana.
- Ariane Pellicer como Cecilia.
- Michelle Mayer como Mónica.
- Claudia Fernández como Leticia.
- Daniela Garmendia como Alicia.
- Martín Gómez como Tony.
- Homero Maturano como Ministerio Público.
- Enrique Palma como Guarura.
- Alfredo Ramírez como Maleante.
- José Luis Robledo como Dr. Cuevas
- Santos Soberón como Dr. Soberón
- Frank Tostado como Dr. Andrade
- Gerardo Vigil como Agustín.
- Jacqueline Voltaire como Verónica.